# Odřepsy
Odřepsy jsou obec ležící v okrese Nymburk, asi 7 km východně od města Poděbrady. Žije zde 314 obyvatel.
Zemědělské usedlosti po obou stranách silnice spolu s velkými zelenými pásy osázenými ovocnými stromy vytvářejí náves, jejíž dominantou je budova bývalé školy. V obci aktivně působí sbor dobrovolných hasičů a tým fotbalového mužstva.

## Historie
První písemná zmínka o vesnici pochází z roku 1227. Její název pochází ze zkomoleného německého názvu vily. V té době náležela obec k majetku svatojiřského kláštera v Praze. Z Prahy se tehdy do obce odkládali vysloužilí pracovní psi a podle legendy to obci dalo její název, tuto skutečnost ale samotná kronika obce vylučuje. V roce 1436 přešla v držbu panství poděbradského. Od roku 1495 pak příslušela k panství kolínskému.

### Územněsprávní začlenění
Dějiny územněsprávního začleňování zahrnují období od roku 1850 do současnosti. V chronologickém přehledu je uvedena územně administrativní příslušnost obce v roce, kdy ke změně došlo:
- 1850 země česká, kraj Jičín, politický i soudní okres Poděbrady[4]
- 1855 země česká, kraj Čáslav, soudní okres Poděbrady
- 1868 země česká, politický i soudní okres Poděbrady
- 1939 země česká, Oberlandrat Kolín, politický i soudní okres Poděbrady[5]
- 1942 země česká, Oberlandrat Hradec Králové, politický okres Nymburk, soudní okres Poděbrady[6]
- 1945 země česká, správní i soudní okres Poděbrady[7]
- 1949 Pražský kraj, okres Poděbrady[8]
- 1960 Středočeský kraj, okres Nymburk
- 2003 Středočeský kraj, okres Nymburk, obec s rozšířenou působností Poděbrady

### Rok 1932
V obci Odřepsy (518 obyvatel) byly v roce 1932 evidovány tyto živnosti a obchody: holič, 2 hostince, kovář, krejčí, mlýn, obuvník, obchod s lahvovým pivem, rolník, řezník, 3 obchody se smíšeným zbožím, spořitelní a záložní spolek pro Odřepsy, 2 trafiky, truhlář.

## Doprava
Obcí prochází silnice II/611 Poděbrady – Odřepsy – Chlumec nad Cidlinou. Železniční trať ani stanice na území obce nejsou. Nejblíže obci je železniční stanice Libice nad Cidlinou ve vzdálenosti dvou kilometrů na železniční trati Praha–Kolín.
Autobusová doprava 2025
Obcí projíždí autobusová linka 598 v trase Poděbrady,žel.st. - Choťánky,Vystrkov - Odřepsy - Vlkov pod Oškobrhem - Kolaje - Hradčany - Opočnice - Dlouhopolsko - Městec Králové,nám. - Sloveč - Kněžice - Chroustov - Kněžice,Dubečno - (Chotěšice,Nová Ves), dále linka 705 v trase Poděbrady,žel.st. - Choťánky,Vystrkov - Odřepsy - Libice n.C.,U Sokolovny - Opolany - Sány - Jestřabí Lhota - Ovčáry - Volárna - Velký Osek,nádraží - Veltruby,Školní - Kolín,nádraží - Červené Pečky,nám. - Kutná Hora,aut.st. - Třebešice - Kluky - Močovice,U Váhy - Čáslav, obchodní centrum. Přes obec též jezdí jeden ranní školní spoj linky 543 v trase Poděbrady,žel.st. - Choťánky,Vystrkov - Odřepsy - Libice n.C.,U Kostela.

## Pamětihodnosti
Východně od vesnice se nachází vrch Oškobrh chráněný jako přírodní památka. Na jejím území se nachází pravěké hradiště na Hřebínku a raně středověké hradiště na Kostelíčku.

## Galerie

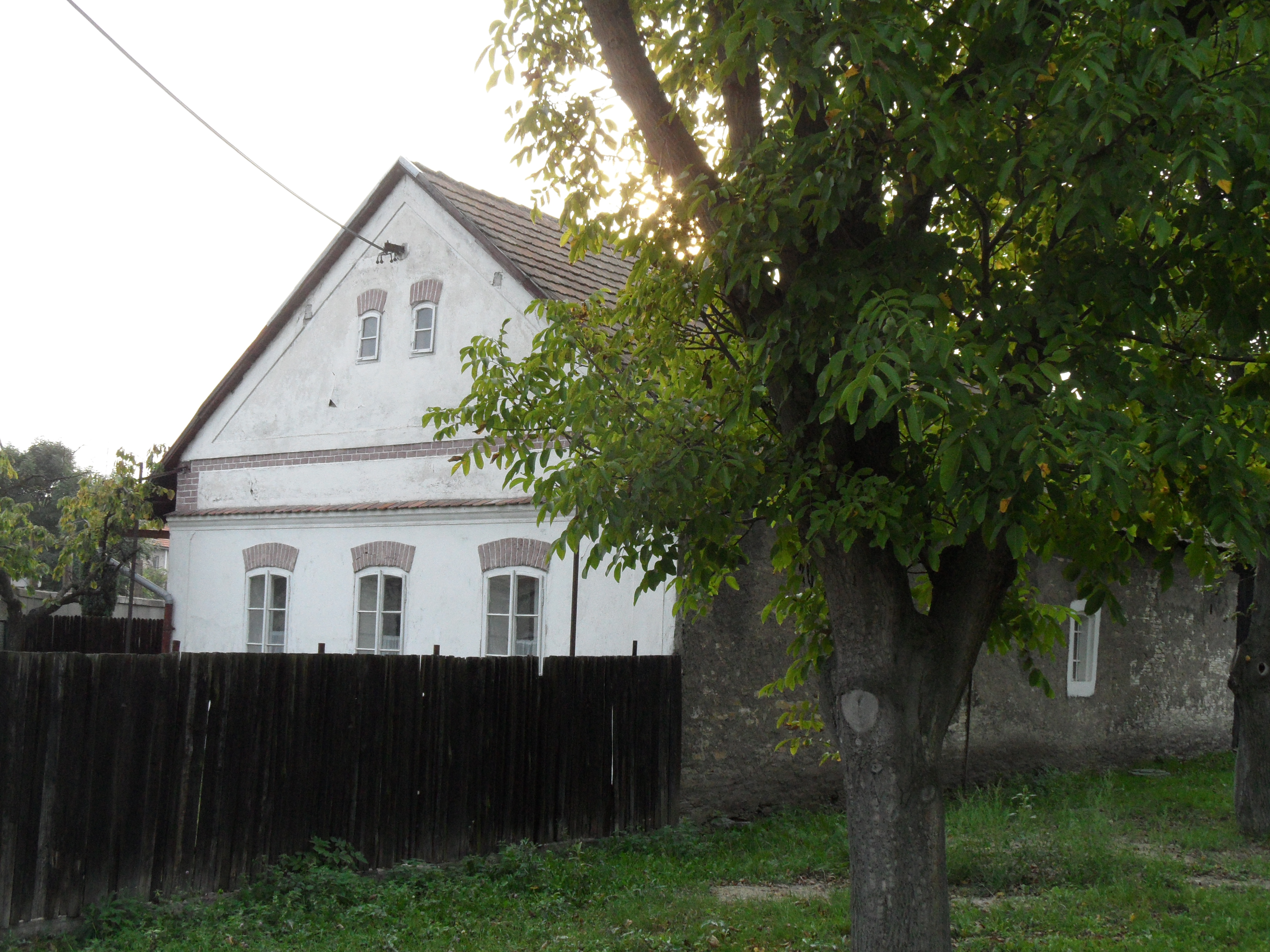
Venkovský dům
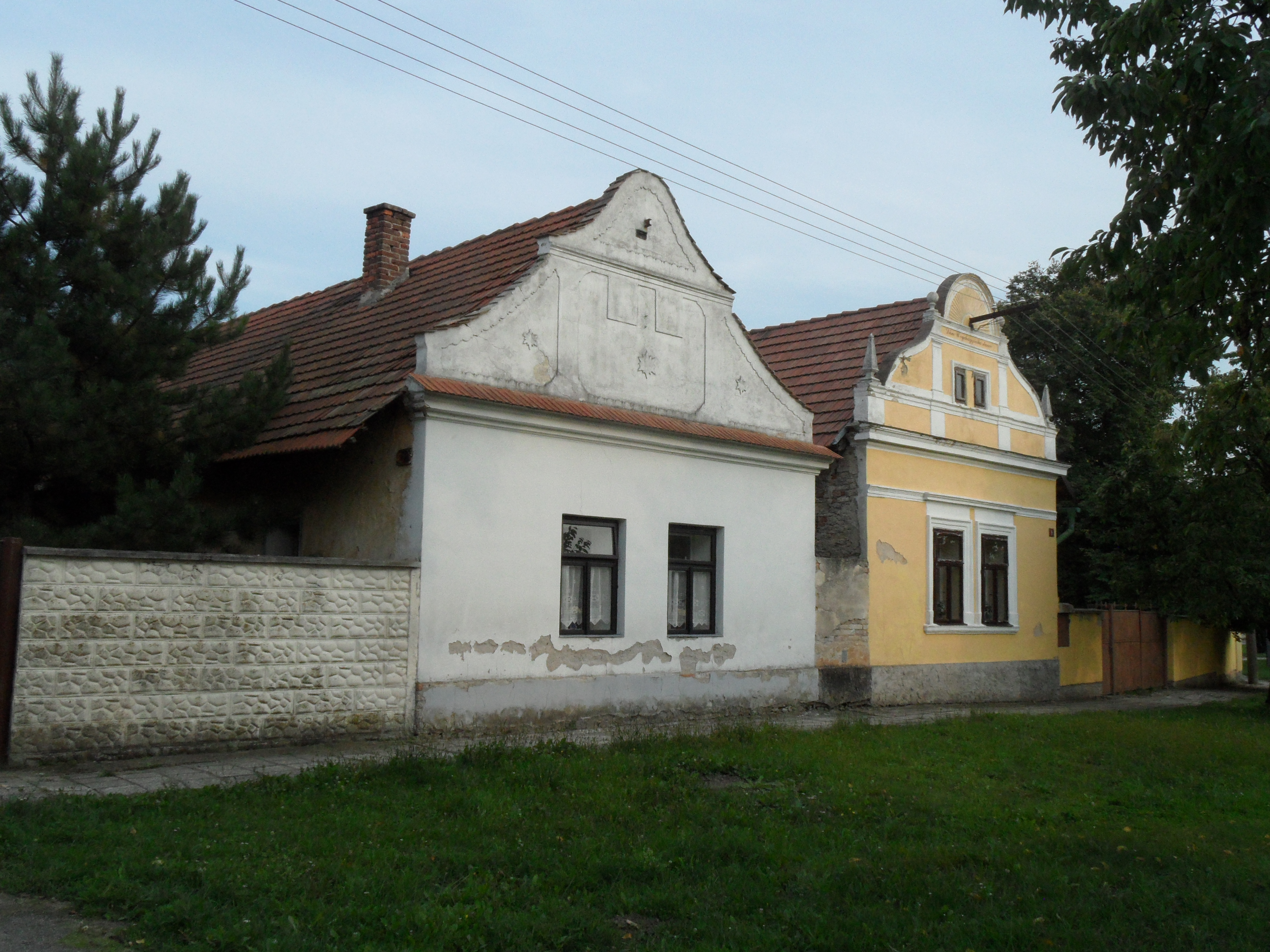
Domy u vedlejší silnice
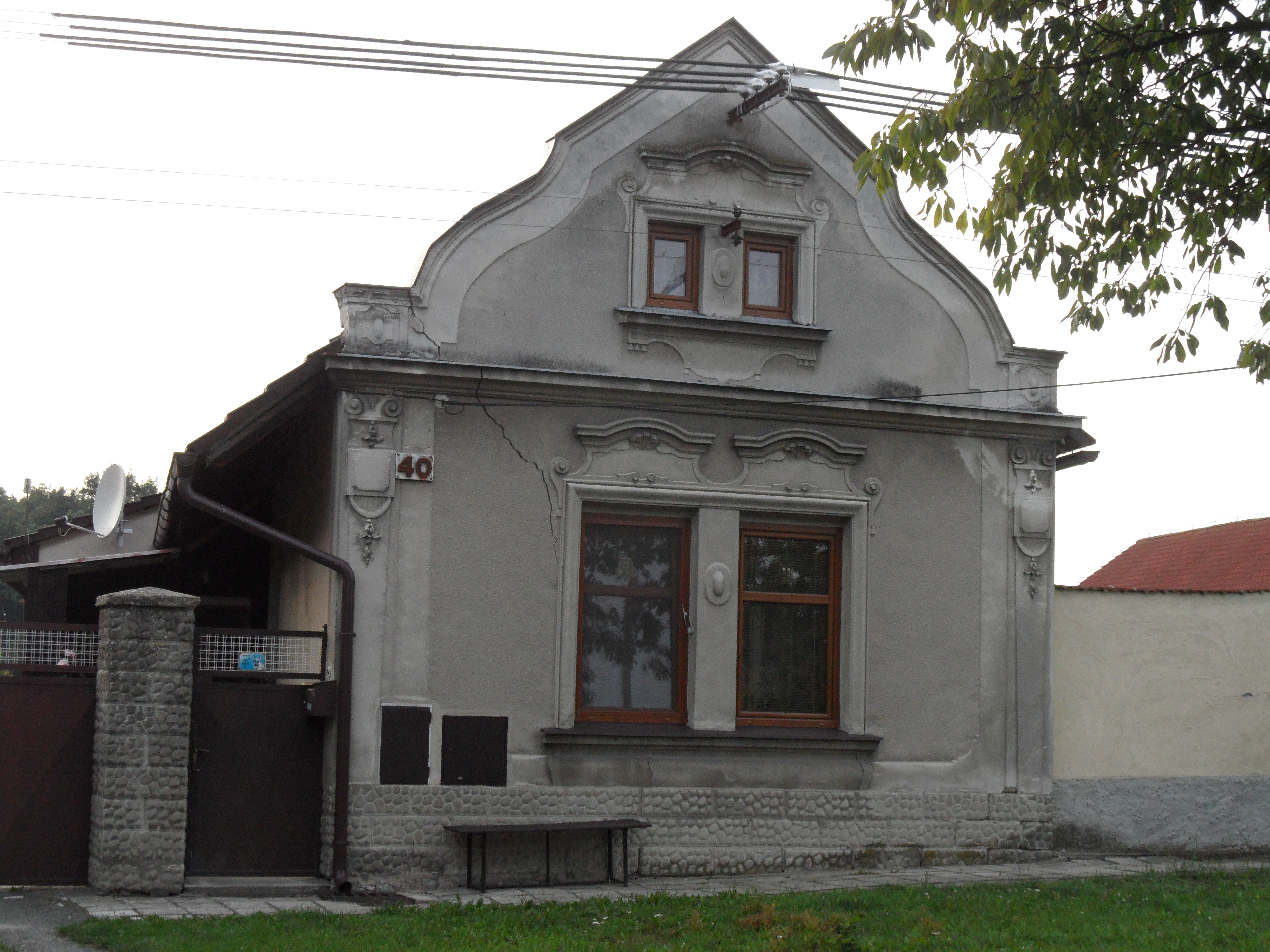
Dům u vedlejší silnice
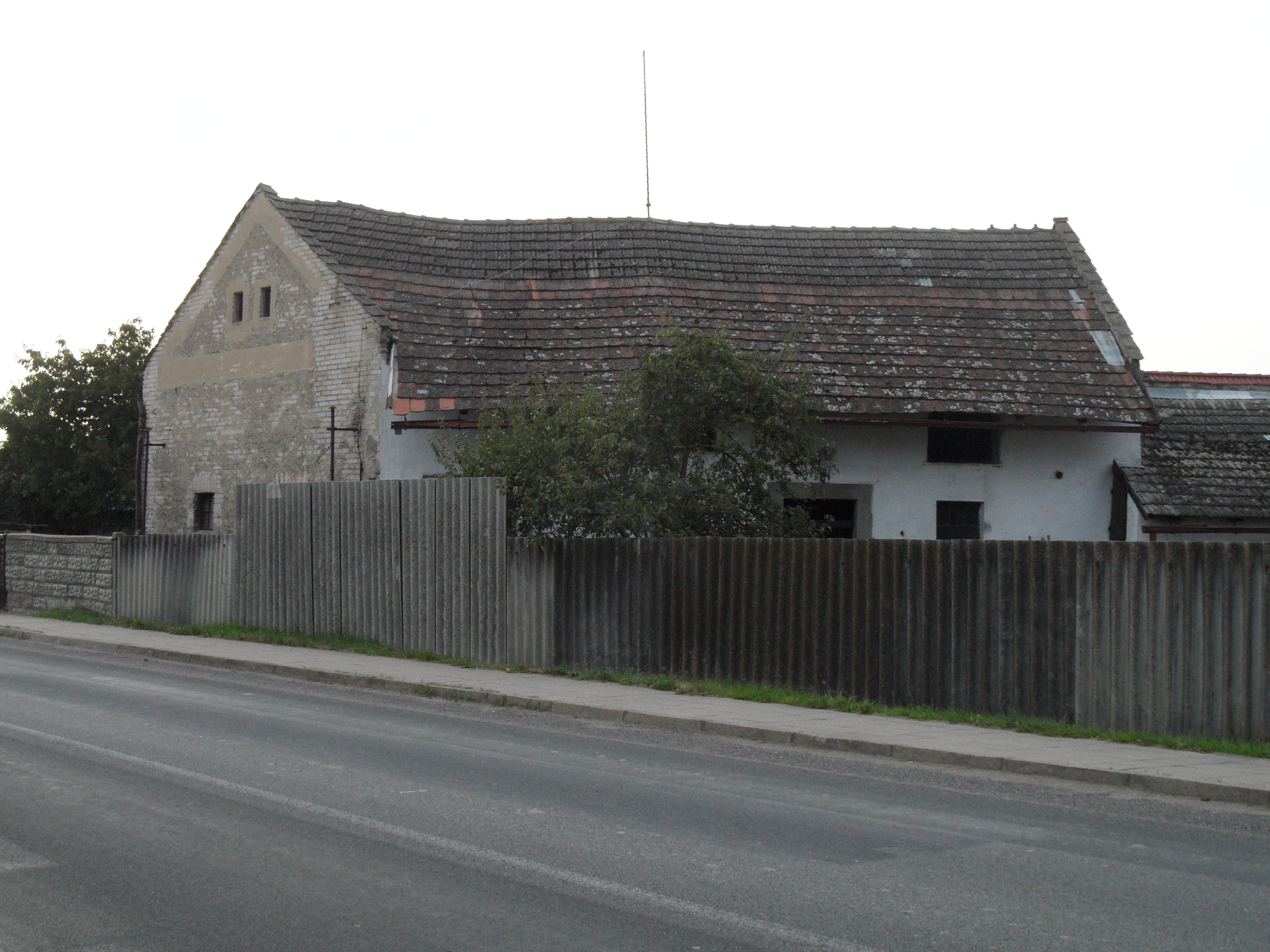
Dům u hlavní silnice